# 1991 AN
1991 AN är en asteroid i huvudbältet som upptäcktes den 9 januari 1991 av de båda japanska astronomerna Tsutomu Hioki och Shuji Hayakawa vid Okutama-observatoriet.